# Andreas Aagesen
Andreas Aagesen (5 de agosto de 1826, Copenhague - 26 de octubre de 1879, Copenhague) fue un jurista danés.

## Biografía
Estudió derecho en Christiania (hoy Oslo) y Copenhague, interrumpiendo sus estudios en 1848 para participar como voluntario de la primera guerra de Schleswig, donde se desempeñó como jefe de un batallón de reserva. En 1855 se convirtió en profesor de jurisprudencia en la Universidad de Copenhague. En 1870 fue nombrado miembro de una comisión encargada de la elaboración de un código marítimo y comercial, y el derecho de navegación de 1872 se debe principalmente a su trabajo. En 1879 fue elegido miembro del Landsting (una de las dos cámaras del Parlamento danés, el Rigsdag); pero fue con su labor como profesor de la universidad con la que ganó su reputación. Entre sus numerosas obras jurídicas pueden mencionarse: Bidrag til Læren om Overdragelse af Ejendomsret, Bemærkinger om Rettigheder over Ting (1866, 1871-1872) y Fortegnelse over Retssamlinger, Retslitteratur i Danmark, Norge, Sverige (1876). Aagesen fue el sucesor de Carl Christian Hall como profesor de Derecho romano en la universidad y sus investigaciones en esta área fueron trascendentales.